# Rothermel Ádám
Rothermel Ádám, Rothärmel (Budapest, 1948. június 14. –) válogatott labdarúgó, kapus, rendőrtiszt. Unokatestvére Rothermel Anna, világbajnok kézilabdázó, sportvezető.

## Pályafutása

### Klubcsapatban
1967 és 1972 között a Tatabányai Bányászban védett, ahol a csapattal 1972-ben MNK döntőt játszott. 1974 és 1981 között az Újpesti Dózsa csapatában védett. Itt háromszoros bajnok és egyszeres kupagyőztes. 1982-ben Salgótarjánban játszott, majd Soroksáron fejezte be az aktív labdarúgást. Összesen 208 élvonalbeli bajnoki mérkőzésen védett.

### A válogatottban
1970 és 1976 között 13 alkalommal védett a válogatottban. 1972-ben tagja volt a müncheni olimpián ezüstérmes válogatott csapatnak.

## Sikerei, díjai
- Olimpia
  - ezüstérem: 1972, München
- Magyar bajnokság
  - bajnok: 1974–75, 1977–78, 1978–79
  - 2.: 1976–77, 1979–80
  - 3.: 1975–76
- Magyar Népköztársasági Kupa (MNK)
  - győztes: 1975
  - döntős: 1972

## Statisztika

### Mérkőzései a válogatottban
| Magyarország | Magyarország         | Magyarország                     | Magyarország  | Magyarország | Magyarország  | Magyarország        | Magyarország | Magyarország |
| #            | Dátum                | Helyszín                         | Hazai         | Eredmény     | Vendég        | Kiírás              | Gólok        | Esemény      |
| ------------ | -------------------- | -------------------------------- | ------------- | ------------ | ------------- | ------------------- | ------------ | ------------ |
| 1.           | 1970. szeptember 9.  | Nürnberg, Frankenstadion         | NSZK          | 3 – 1        | Magyarország  | barátságos          | -            |              |
| 2.           | 1970. szeptember 27. | Budapest, Népstadion             | Magyarország  | 1 – 1        | Ausztria      | barátságos          | -            |              |
| 3.           | 1970. október 7.     | Oslo, Ullevaal Stadion           | Norvégia      | 1 – 3        | Magyarország  | Eb-selejtező        | -            |              |
| 4.           | 1970. november 15.   | Bázel, St. Jakob stadion         | Svájc         | 0 – 1        | Magyarország  | barátságos          | -            |              |
| 6.           | 1971. április 4.     | Bécs, Práter-stadion             | Ausztria      | 0 – 2        | Magyarország  | barátságos          | -            |              |
| 6.           | 1971. április 24.    | Budapest, Népstadion             | Magyarország  | 1 – 1        | Franciaország | Eb-selejtező        | -            |              |
| 7.           | 1971. május 19.      | Szófia, Levszki-stadion          | Bulgária      | 3 – 0        | Magyarország  | Eb-selejtező        | -            |              |
| 8.           | 1972. március 29.    | Budapest, Népstadion             | Magyarország  | 0 – 2        | NSZK          | barátságos          | -            |              |
| 9.           | 1972. május 17.      | Belgrád, JNA stadion (YUG)       | Magyarország  | 2 – 1        | Románia       | Eb-selejtező        | -            |              |
| 10.          | 1972. augusztus 27.  | Nürnberg, Frankenstadion (FRG)   | Magyarország  | 5 – 0        | Irán          | olimpiai csoportkör | -            | 68'          |
| 11.          | 1975. október 15.    | Pozsony, Tehelny pole            | Csehszlovákia | 1 – 1        | Magyarország  | barátságos          | -            |              |
| 12.          | 1975. október 19.    | Szombathely, Rohonci úti stadion | Magyarország  | 8 – 1        | Luxemburg     | Eb-selejtező        | -            |              |
|              | 1976. február 4.     | Mexikóváros                      | Mexikó        | 4 – 1        | Magyarország  | barátságos          | -            |              |
| 13.          | 1976. május 26.      | Budapest, Népstadion             | Magyarország  | 1 – 1        | Szovjetunió   | barátságos          | -            |              |
|              | Összesen             |                                  |               | 13           | mérkőzés      |                     | 0            | gól          |